# دافانيا
دافانيا (الليغورية: Dägna) هي بلدية إيطالية تقع في مقاطعة جنوة في منطقة لغرية. تبعد حوالي 13 كيلومتر (8 ميل) شمال شرق جنوة.
تحد بلدية دافانا البلديات التالية: بارغايغي، جنوة، لومارزو، مونتوجيو وتوريليا.

## الجغرافيا
تقع دافانا في منطقة جبلية بإقليم ليغوريا، وتتميز بتضاريسها الطبيعية التي تشمل غابات خضراء وأودية عميقة.

## التركيبة السكانية
بلغ عدد سكان البلدية 1٬899 نسمة وفقًا لإحصائيات المعهد الوطني للإحصاء (Istat) لعام 2017.

## التقسيمات الإدارية
تشمل دافانا عددًا من التجمعات الصغيرة أو "فرازيوني" (بالإيطالية: Frazioni) مثل: كانات، كابيناردو، كافاسولو، كالفاري، ومارسيليا.

## المعالم
تشتهر دافانا بمعمارها التقليدي وكنائسها التاريخية.

## الروابط الخارجية
- الموقع الرسمي (بالإيطالية)